# 杜尔杜河畔圣西普里安
杜尔杜河畔圣西普里安（法語：Saint-Cyprien-sur-Dourdou，法語發音：[sɛ̃ sipʁijɛ̃ syʁ duʁdu]）是法国阿韦龙省的一个旧市镇，属于罗德兹区。2016年，杜尔杜河畔圣西普里安与邻近的3个市镇合并为新市镇鲁埃格地区孔克。

## 地理
杜尔杜河畔圣西普里安（44°32'50"N, 2°24'43"E）面积30.23 平方千米，位于法国奧克西塔尼大區阿韦龙省，该省份为法国南部内陆省份，位于法國中央高原南部，北起顺时针与康塔爾省、洛泽尔省、加尔省、埃罗省、塔恩省、塔恩-加龙省和洛特省接壤。
与杜尔杜河畔圣西普里安接壤的市镇（或旧市镇、城区）包括：欧济茨、孔克、菲尔米、诺维亚勒、诺阿亚克、普吕讷、圣克里斯托夫瓦隆、塞内尔格、鲁埃格地区孔克。

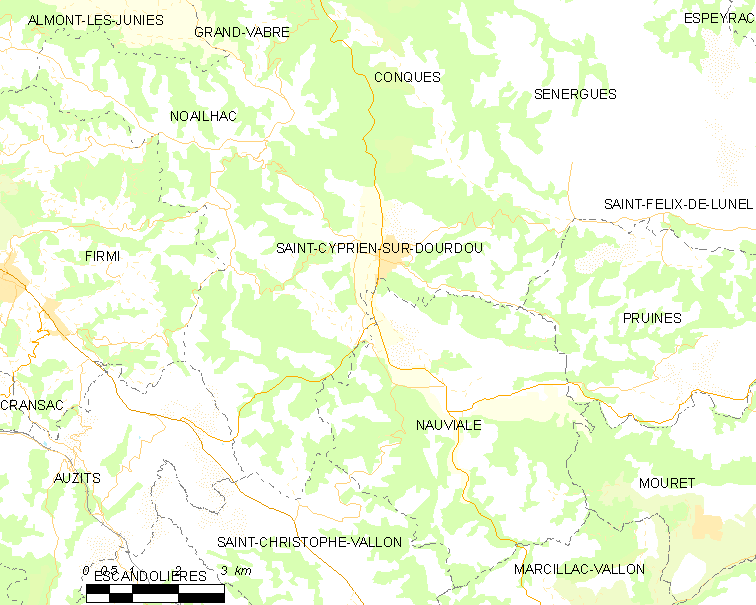
杜尔杜河畔圣西普里安的OSM定位图

杜尔杜河畔圣西普里安的时区为UTC+01:00、UTC+02:00（夏令时）。

## 行政
杜尔杜河畔圣西普里安的邮政编码为12320，INSEE市镇编码为12218。

## 政治
杜尔杜河畔圣西普里安所属的省级选区为洛特-杜尔杜县。

## 人口

1962-2008年间杜尔杜河畔圣西普里安人口变化图示

杜尔杜河畔圣西普里安于2018年1月1日时的人口数量为861人。